# متال اسلاگ ۵
«متال اسلاگ ۵» (انگلیسی: Metal Slug 5) یک بازی ویدئویی در سبک شوتم آپ است که توسط SNK و در سال ۲۰۰۶ و در پلت‌فرم‌های اکس‌باکس، پلی‌استیشن ۲، مایکروسافت ویندوز، پلی‌استیشن همراه، و Neo Geo منتشر شده‌است.